# 167852 Maturana
167852 Maturana este un asteroid din centura principală de asteroizi.

## Descriere
167852 Maturana este un asteroid din centura principală de asteroizi. A fost descoperit pe 17 februarie 2005 la Observatorul La Silla de Andrea Boattini și Hans Scholl (astronom). Asteroidul prezintă o orbită caracterizată de o semiaxă mare de 3,07 ua, o excentricitate de 0,05 și o înclinație de 8,8° în raport cu ecliptica.